# Gädheim
Gädheim là một đô thị ở Haßberge bang Bavaria thuộc nước Đức.